# Торремоча-дель-Пінар
Торремоча-дель-Пінар (ісп. Torremocha del Pinar) — муніципалітет в Іспанії, у складі автономної спільноти Кастилія-Ла-Манча, у провінції Гвадалахара. Населення — 55 осіб (2010).
Муніципалітет розташований на відстані близько 150 км на схід від Мадрида, 100 км на схід від Гвадалахари.

## Демографія
Динаміка населення (INE ):